# Загрудкі (Нижньосілезьке воєводство)
Загрудкі (пол. Zagródki) — село в Польщі, у гміні Журавіна Вроцлавського повіту Нижньосілезького воєводства.
У 1975-1998 роках село належало до Вроцлавського воєводства.